# 히로나카 가즈코
히로나카 가즈코(일본어: 弘中 和子)는 일본의 은퇴한 여자 축구 선수이다.

## 국가대표팀 경력
그녀는 1984년 10월 17일 이탈리아과의 경기에서 일본 국가대표팀에 데뷔했다. 1986년 AFC 여자 축구 선수권 대회 준우승, 1990년 아시안 게임 은메달 획득에 기여했다. 그녀는 1990년까지 국제 A매치 21경기에 출전해서 3득점을 넣었다.

## 통계
| 일본 | 일본 | 일본 |
| 연도 | 출전 | 득점 |
| ---- | ---- | ---- |
| 1984 | 3    | 0    |
| 1985 | 0    | 0    |
| 1986 | 10   | 0    |
| 1987 | 2    | 0    |
| 1988 | 0    | 0    |
| 1989 | 3    | 2    |
| 1990 | 3    | 1    |
| 통산 | 21   | 3    |